# Kostel Neposkvrněného početí Panny Marie (Daugavpils)

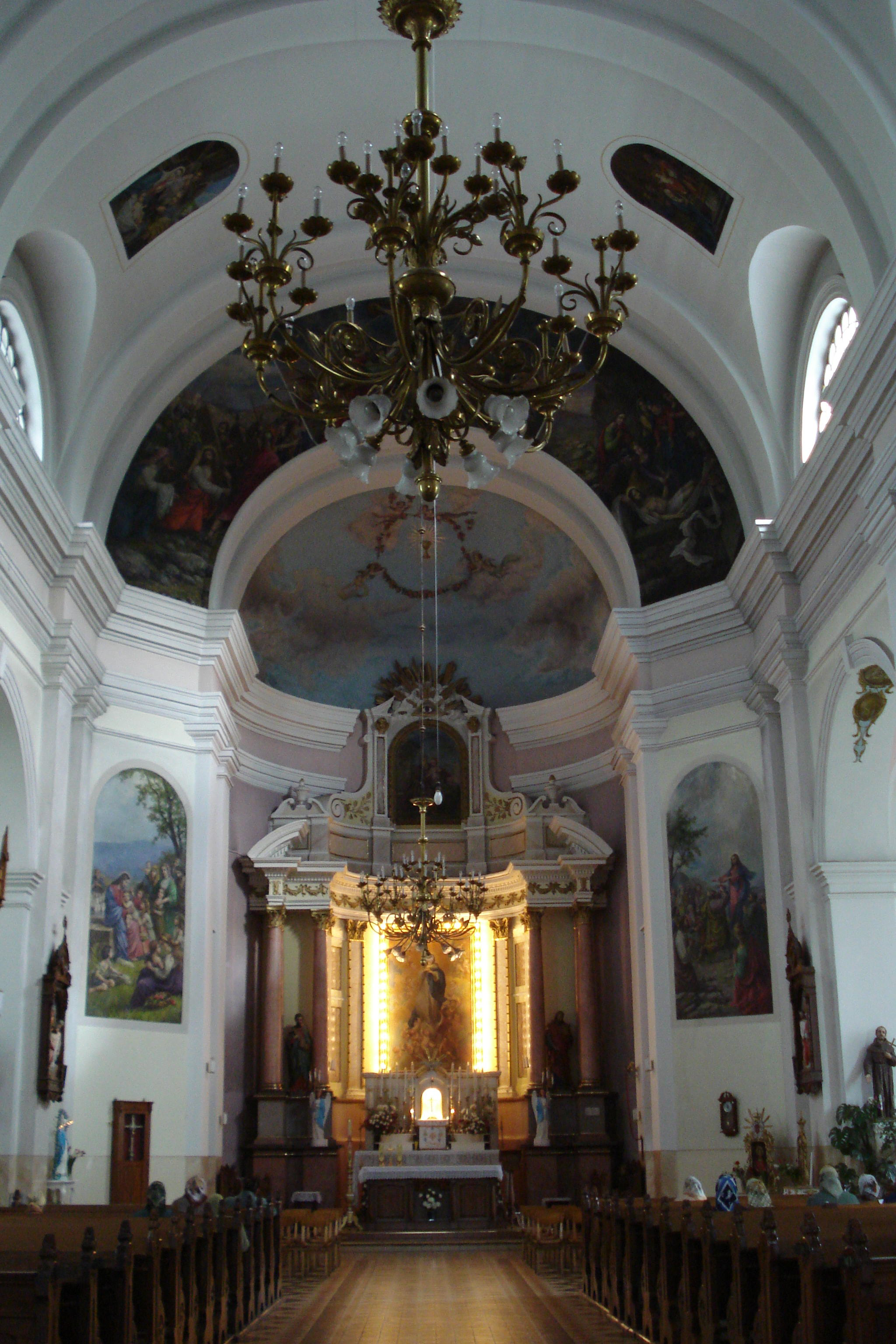
Interiér chrámu

Chrám Neposkvrněného početí Panny Marie (rusky Даугавпилсский костёл Непорочного Зачатия Пресвятой Девы Марии, lotyšsky Daugavpils Vissvētākās Jaunavas Marijas bezvainīgās ieņemšanas Romas katoļu baznīca, polsky Kościół Niepokalanego Poczęcia Najświętszej Panny Marii) je římskokatolický chrám v lotyšském městě Daugavpils. Patří do římskokatolické diecéze Rēzekne - Aglona. Nachází se na ulici Pumpura.

## Historie
Východní část Lotyšska, tzv. Latgalsko, je na rozdíl od ostatních lotyšských území převážně římskokatolické, protože až do dělení Polska patřilo pod katolické Polsko (ostatní části byly do severní války pod vládou evangelického Švédska). Kostel byl postaven v letech 1902 až 1905 podle projektu W. Neumanna v tzv. novobarokním architektonickém stylu. Vysvěcen byl 4. prosince 1905 a konaly se v něm bohoslužby pro věřící polské národnosti. Později se zde začaly konat i bohoslužby v lotyšském a ruském jazyce. Během druhé světové války a ani během komunistické diktatury nebyl chrám uzavřen.

## Architektura
Novobarokní architektonický styl, tzv. baltské baroko, byl typický pro sakrální architekturu chrámů v Pobaltí. Kostel má dvě stejně vysoké věže (výška 51 metrů). Interiér zdobí čtyři novobarokní oltáře. Hlavní oltář je zasvěcen Neposkvrněnému početí Panny Marie. Další oltáře jsou zasvěceny Nejsvětějšímu Srdci Ježíšovu, Stanislavu Kostkovi a Panně Marii Lurdské.